# 趙爾恕
趙爾恕（?—?），字喻人，山西武鄉縣人，清朝政治人物，同进士出身。
乾隆十三年（1748年）戊辰科进士，授直隸靈壽縣知縣，升澤州府知府。